# Motores Porsche na Fórmula 1

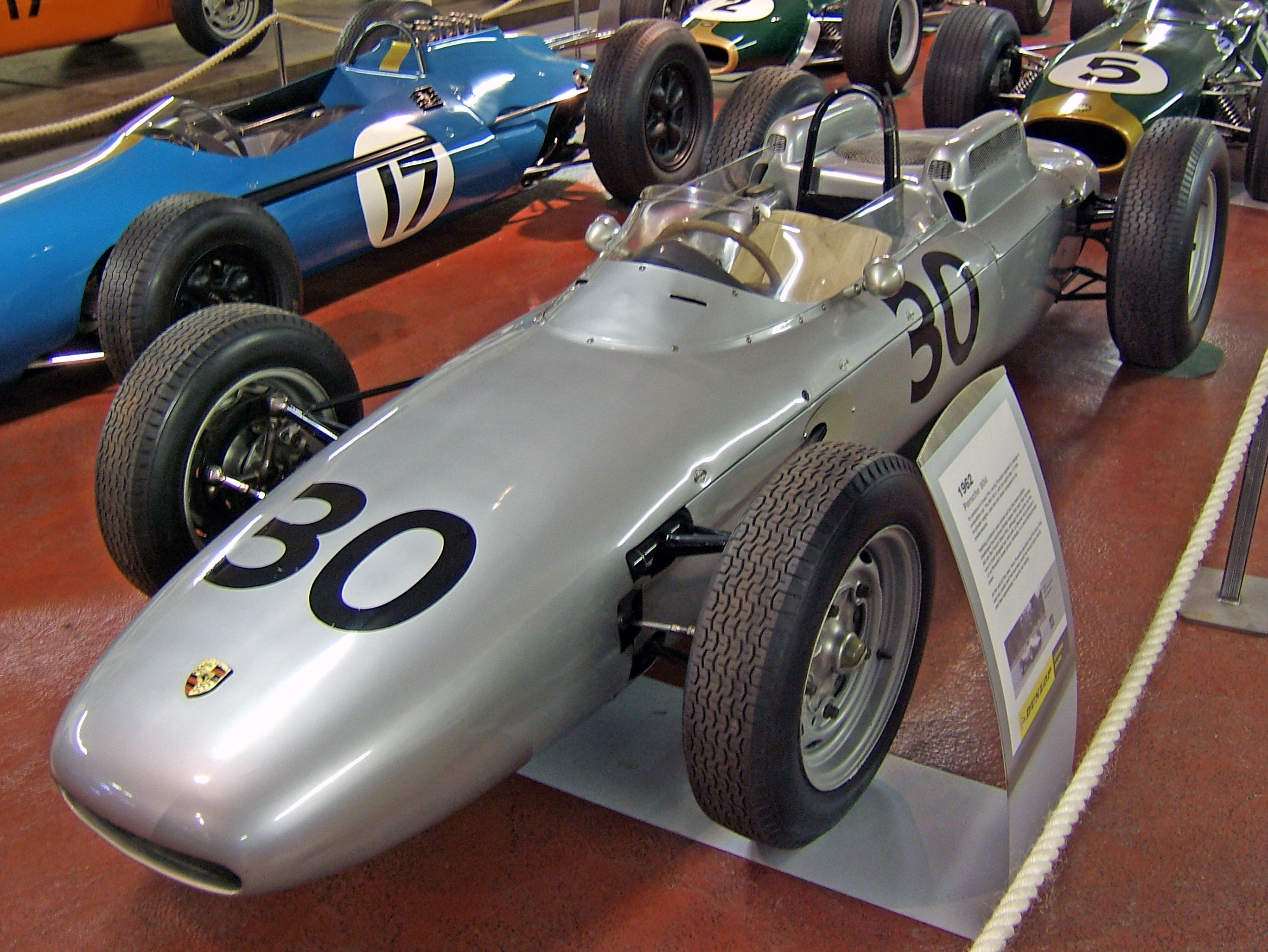
O Porsche 804, que obteve a única vitória da equipe Porsche na Fórmula 1, no GP da França de 1962.

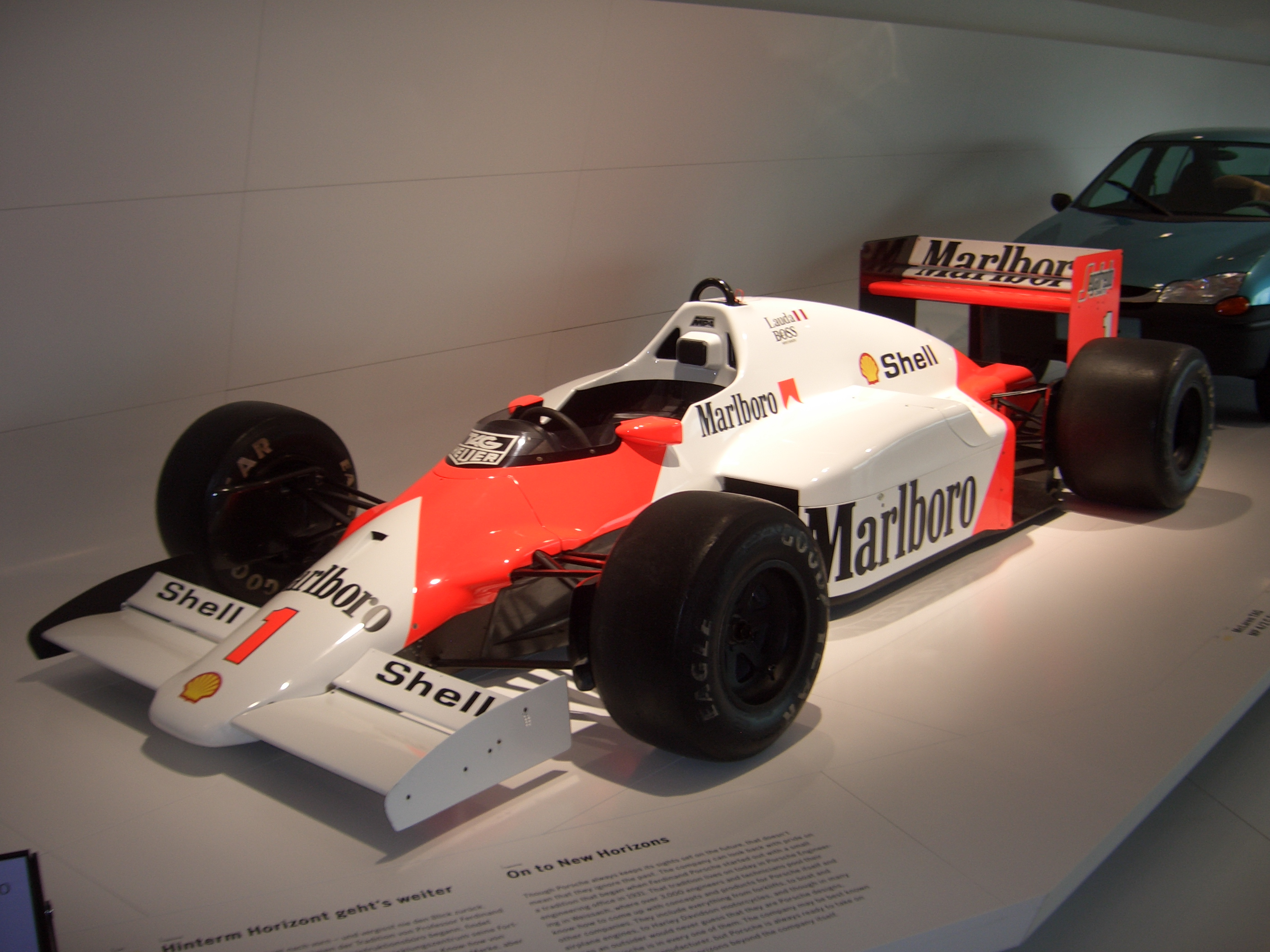
A McLaren MP4/1E, utilizada na temporada, utilizava o motor TAG-Porsche TTE PO1 1.5 V6 Turbo.

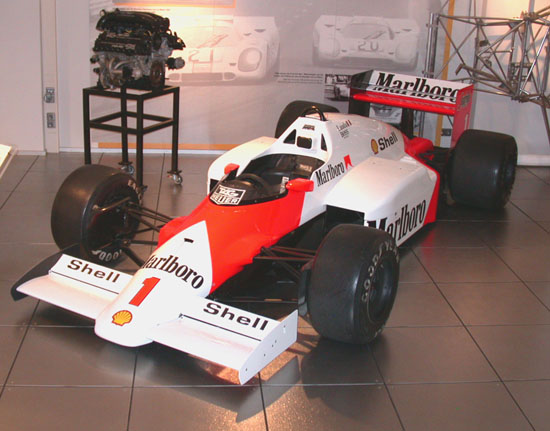
A McLaren MP4/2, utilizada na temporada, utilizava o motor TAG-Porsche TTE P01 1.5 V6 Turbo.

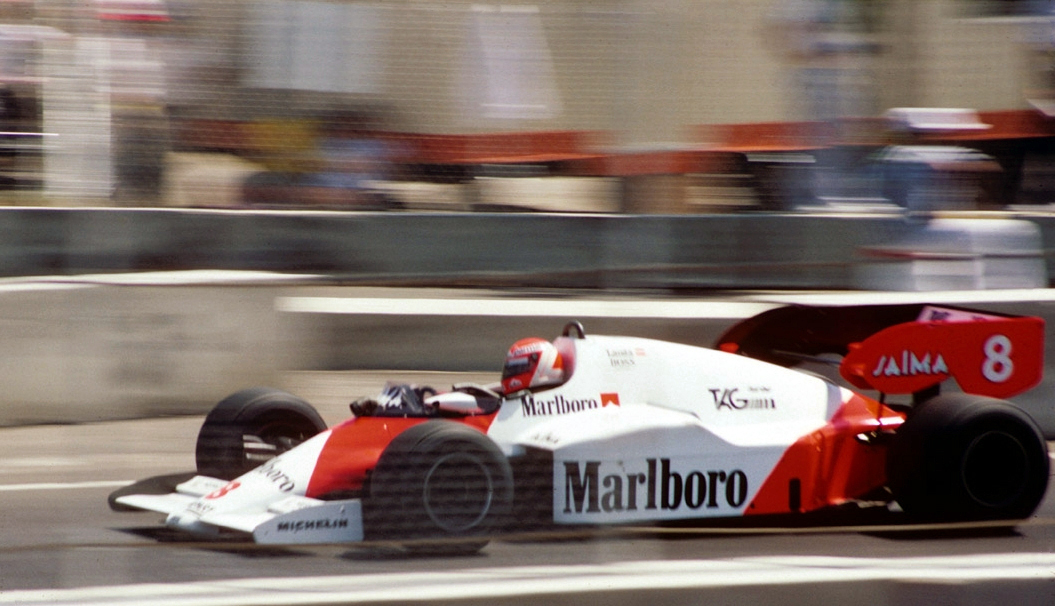
Niki Lauda pilotando a McLaren MP4/2 no GP dos Estados Unidos de 1984.

## História
A Porsche já forneceu motores em três períodos diferentes na Fórmula 1.

### Primeira fase
Após disputar alguns poucos Grandes Prêmios de Fórmula 1 desde o final da década de 1950, a Porsche decide participar com sua equipe nas temporadas completas de 1961 e 1962. Mas não foi uma equipe de sucesso, conseguindo apenas uma vitória.

### Segunda fase (TAG)
Em 1983 a Porsche retorna à Fórmula 1, mas desta vez como fabricante de motor, construindo o motor para a TAG. Com os motores sendo batizados oficialmente de TAG, mas ficando comumente conhecidos como "TAG-Porsche". Os motores TAG eram utilizados pela equipe McLaren, e obtiveram um certo sucesso, levando a equipe McLaren a três títulos de pilotos: (1984, 1985 e 1986) e dois de construtores: (1984 e 1985). Em 1987, abandona mais uma vez a Fórmula 1.
Nesse período a potência dos motores turbo era: 750 HP nas corridas a 800 HP nos treinos (1984), 800 HP nas corridas a 960 HP nos treinos (1985), 850 HP nas corridas a aproximadamente 1000 HP nos treinos (1986) e 850 HP nas corridas a 1060 HP nos treinos (1987), mas apesar de ter sido o motor mais potente em 1987, paradoxalmente a McLaren perdeu o título de pilotos.

### Terceira fase
Em 1991 volta a fornecer motores, desta vez para a equipe Footwork, porém não se mostra um motor competitivo pois o orçamento permitido pela equipa não permitia grande desenvolvimento, conseguindo apenas um ponto na temporada, sendo substituído pelo Ford Cosworth DFR 3.5 V8, decretando assim a saída definitiva da Porsche da fórmula 1.

### Quarta fase
Em 7 de abril de 2022, a Porsche confirmou oficialmente sua intenção de retornar a disputa da Fórmula 1 como fornecedor de motores na temporada de 2026. Posteriormente, em 2 de maio, a Volkswagen também confirmou o retorno da Porsche.

## Fornecimento de motores
| Ano                                 | Equipe                 | Motor                                   |
| ----------------------------------- | ---------------------- | --------------------------------------- |
| 1959                                | Porsche                | Porsche 547/3 1.5 F4                    |
| 1959                                | Jean Behra             | Porsche 547/3 1.5 F4                    |
| 1960                                | Porsche                | Porsche 547/3 1.5 F4                    |
| 1959                                | Camoradi International | Porsche 547/3 1.5 F4                    |
| 1961                                | Porsche                | Porsche 547/6 1.5 4                     |
| 1962                                | Porsche                | Porsche 547/6 1.5 F4 Porsche 753 1.5 F8 |
| Não forneceu motores de 1963 a 1990 |                        |                                         |
| 1991                                | Footwork               | Porsche 3512 3.5 V12                    |

### Não oficiais
| Ano  | Equipe  | Motor                    |
| ---- | ------- | ------------------------ |
| 1983 | McLaren | TAG TTE PO1 1.5 V6 Turbo |
| 1984 | McLaren | TAG TTE P01 1.5 V6 Turbo |
| 1985 | McLaren | TAG TTE PO1 1.5 V6 Turbo |
| 1986 | McLaren | TAG TTE PO1 1.5 V6 Turbo |
| 1987 | McLaren | TAG TTE P01 1.5 V6 Turbo |

### Títulos[4]

#### Campeonato de Pilotos[1]
| Ano  | Piloto      |
| ---- | ----------- |
| 1984 | Niki Lauda  |
| 1985 | Alain Prost |
| 1986 | Alain Prost |

#### Campeonato de Construtores[1]
| Ano  | Equipe  |
| ---- | ------- |
| 1984 | McLaren |
| 1985 | McLaren |

## Campeonato como equipe oficial

### Campeonato de Pilotos[5]
| Ano  | Pos | Piloto     |
| ---- | --- | ---------- |
| 1961 | 4º  | Dan Gurney |

### Campeonato de Construtores[5]
| Ano  | Pos | Construtor |
| ---- | --- | ---------- |
| 1961 | 3º  | Porsche    |

## Números da Porsche na Fórmula 1
- Vitórias: 1[6] (2,700%[7])
- Pole positions: 1[8] (2,700%[9])
- Voltas mais rápidas: 0[10]
- Triplos (pole, vitória e volta mais rápida) 0[11] (não considerando os pilotos, apenas o motor)
- Pontos: 50[12]
- Pódios: 5[13]
- Grandes Prêmios: 37[14] (Todos os Carros: 212[15])
- Grandes Prêmios com pontos: 16[16]
- Largadas na primeira fila: 1[17]
- Posição média no grid: 13,205[18]
- Primeira vitória: 20 Corridas[19]
- Primeira pole position: 22 Corridas[20]
- Não qualificações: 8[21]
- Desqualificações: 0[22]
- Porcentagem de motores quebrados: 25,640%[23]